# 饒正太郎
饒 正太郎（ぎょう しょうたろう、1912年 - 1941年) は台湾花蓮港庁 (現・花蓮県) 出身の詩人、官僚である。台湾の日本統治時代に東京で文筆活動を行った。

## 経歴
1912年 (大正元年)、花蓮港庁に生まれる。花蓮地方の名士饒永昌の長男で、母親は山口県人であった。幼少期に日本に留学し、1932年 (昭和7年)、早稲田大学政治経済学部に入学した。在学中に百田宗治主宰の詩誌『椎の木』に詩を発表した。また自身で詩誌『カイエ』『20世紀』を創刊し、編集者を務めた。1936年 (昭和11年) 卒業後、拓務省大臣官房秘書課に就職した。仕事のかたわら詩誌『新領土』などに作品を発表し、『20世紀』の詩人伊東昌子と結婚、二児をもうけた。1941年 (昭和16年) 病気のため東京で没した。

## 関わった主な詩誌
- 『椎の木』椎の木社 [6]: 第1期 (1926年10月-1927年9月)、第3期 (1932年1月-1936年3月) が百田宗治編集で、多くの有力新人が作品を発表し、モダニズムと抒情という雰囲気であった。寄稿者には室生犀星、春山行夫、萩原朔太郎、西脇順三郎、村野四郎、草野心平、佐藤朔らがいる[7]。饒は1932年から1934年ころまで詩を発表した[2]。
- 『カイエ = cahier』カイエ社 1933年7月-1934年11月 編集兼発行人 饒正太郎[8]: 中野区の自宅を発行所として創刊した第1号に饒は、「花」と題する詩と、ストラヴィンスキーの『兵士の物語』について述べた「音楽地理」と題する一文を載せている[9]。
- 『20世紀 : L'esprit de la poésie contemporaine』二十世紀刊行所 1935年1月-1936年12月[10]: 饒正太郎、酒井正平、西崎晋、小林善雄、川村欽吾らが創刊。イギリスの詩人オーデンの詩劇『死の舞踏』を饒と酒井の共訳で連載[11]。この雑誌はA4判の大きなサイズで、第5号では饒が多忙のため編集を桑原圭介に代わったことが記されている[12]。
- 『新領土』アオイ書房 [13]: 1937年5月-1942年1月刊行。上田保他編、同人に春山行夫、村野四郎、近藤東。鮎川信夫、江間章子、桑原圭介らが参加し、モダニズム的傾向で、同時代の海外の詩論を積極的に紹介した[14]。創刊号後記で饒は「「新領土」という名の意味は、土地を奪うという意味ではなく、新しく開拓するという意味で、その点ナショナリズムではなく、極めて国際主義を標榜している」と述べている[15][16]。
- 『文藝汎論』(文芸雑誌) 文芸汎論社 1931年9月-1944年2月: 編集者は岩佐東一郎と城左門で、1935年以降に饒が寄稿している[17]。

## 作曲された作品
- 近藤春恵『三つの歌曲：饒正太郎の詩による』日本作曲家協議会、2008年 (饒の詩「四月」「秋」「雪と魚」に作曲されている。解説によると饒の遺稿集から選ばれている。)[18]